# 派特森 (電影)
《派特森》是一部2016年英國、德國和法國合拍的劇情片，由吉姆·賈木許執導和編劇，亞當·崔佛與席芬坦·法拉哈尼主演。
《派特森》被第69屆坎城影展選為競爭金棕櫚獎的競賽片之一，在那贏得了金棕櫚狗狗獎。電影也於2016年多倫多國際影展上的「特別放映」單元上展出。該片被亞馬遜影業和Bleecker Street定於2016年12月28日在美國上映。

## 劇情
故事敘述派特森是紐澤西州的派特森的一名公車司機和詩人。他每天都會依循著相同的模式生活，如下班後就會回到家與妻子蘿拉、愛犬團聚和吃飯，但派特森仍會在日復一日、一成不變的生活中利用甜美的詩句增添樂趣。

## 演員
- 亞當·崔佛飾演派特森（Paterson）
- 席芬坦·法拉哈尼飾演蘿拉（Laura）
- 威廉·傑克森·哈珀飾演艾雷特（Everett）
- 崔絲坦·哈蒙（Chasten Harmon）飾演瑪莉（Marie）
- 貝瑞·夏巴卡·亨利（英语：Barry Shabaka Henley）飾演醫生
- 里茲萬·曼吉（英语：Rizwan Manji）飾演唐尼（Donny）
- 永瀨正敏飾演亞洲男性
- 傑瑞德·吉爾曼（英语：Jared Gilman）飾演男學生
- 卡拉·海沃德飾演女學生

## 製作
2016年1月，據透露，亞當·崔佛和席芬坦·法拉哈尼將共同於吉姆·賈木許執導和編劇的電影中合作。製片商K5 Film的奧利佛·賽門與丹尼爾·鮑爾將作為執行製片人，而Animal Kingdom的喬書亞·阿斯特拉罕和卡特·羅根則會擔任監製一職。

## 發行

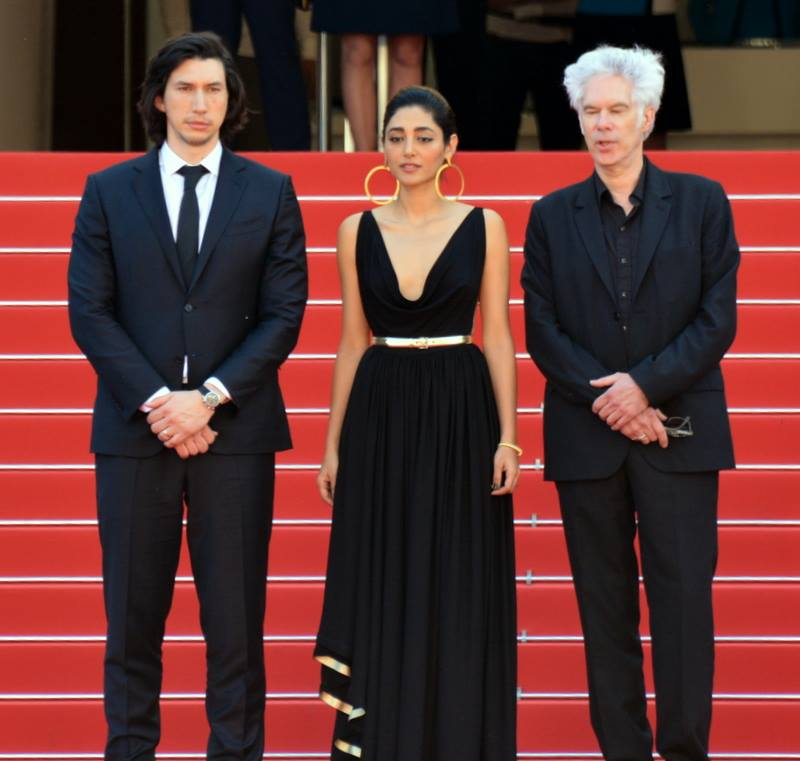
亞當·崔佛、席芬坦·法拉哈尼和吉姆·賈木許出席於2016年的第69屆坎城影展

電影最先於2016年5月16日在第69屆坎城影展上作全球首映。亞馬遜影業獲得了電影的美國發行權。後來宣布，Bleecker Street和亞馬遜影業共同合作負責定於2016年12月28日在美國上映。

### 評價
爛番茄新鮮度高達96%，基於265條評論，平均分為8.5/10，而在Metacritic上得到90分，代表「普遍好評」，收穫普遍讚譽。

### 榮譽
- 第69屆坎城影展
  - 金棕櫚狗狗獎（英语：Palm Dog Award）：尼爾森（追授獎）
  - 提名-金棕櫚獎：吉姆·賈木許[2]
- 2016年哥譚獨立電影獎
  - 提名-最佳影片
  - 提名-最佳劇本：吉姆·賈木許
  - 提名-最佳男主角：亞當·崔佛
  - 提名-觀眾獎
- 第42屆洛杉磯影評人協會獎（英语：2016 Los Angeles Film Critics Association Awards）
  - 最佳男主角：亞當·崔佛[10]

## 備註
1. 臺灣前譯作《派特森的幸福詩篇》。

## 外部連結
- 互联网电影数据库（IMDb）上《派特森》的资料（英文）
- Box Office Mojo上《派特森》的資料（英文）
- Metacritic上《派特森》的資料（英文）
- 爛番茄上《派特森》的資料（英文）